# Saint-Pierre-du-Bosguérard
Saint-Pierre-du-Bosguérard – miejscowość i gmina we Francji, w regionie Normandia, w departamencie Eure.
Według danych na rok 1990 gminę zamieszkiwały 692 osoby, a gęstość zaludnienia wynosiła 69 osób/km² (wśród 1421 gmin Górnej Normandii Saint-Pierre-du-Bosguérard plasuje się na 342. miejscu pod względem liczby ludności, natomiast pod względem powierzchni na miejscu 349.).